# Richer von Lüttich

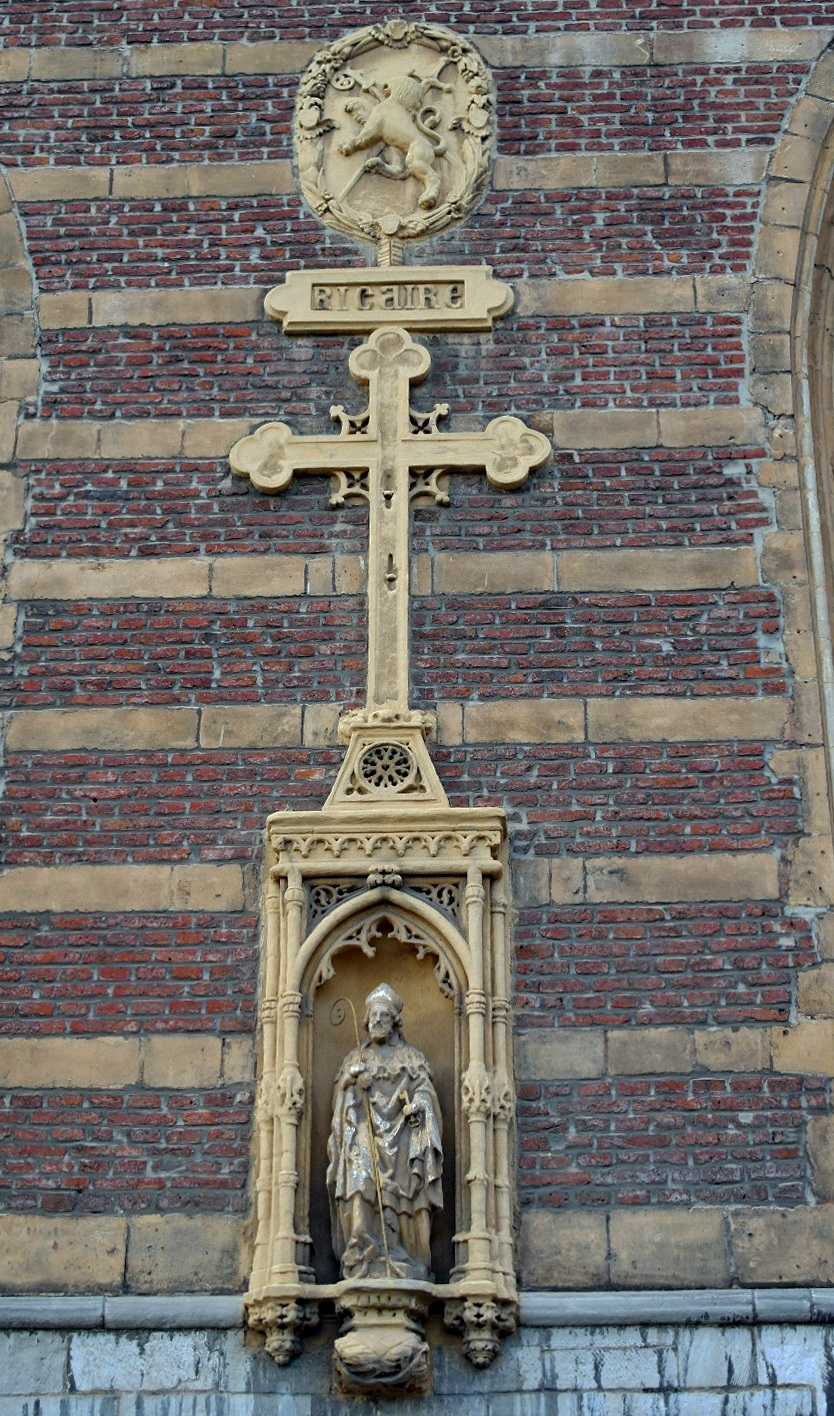
Wappen von Richer von Lüttich an der Sankt-Servatius-Kirche in Lüttich

Richer (auch Richar, Richard, lat. Richarius) († 23. Juli 945) war von 921 bis 945 Bischof von Lüttich. Er trat während seines Episkopats als Förderer von Klosterreformen hervor.

## Leben
Richer stammte aus dem Geschlecht der Matfriede. Der Vater war Adalhard II., Graf von Metz und Laienabt von Echternach. Seine Brüder waren Gerhard und Matfried I., Grafen im Metzgau. Richer war auch verwandt mit Stephan von Tongern, der von 903 bis 920 Bischof von Lüttich war.
Er wurde 899 Abt von Prüm, wo Abt Regino aus unbekannten Gründen für ihn Platz machen musste.
Die Nachfolge Bischof Stephans in Lüttich war strittig. In dieser Zeit gehörte Lothringen zum Westfrankenreich. Der westfränkische König Karl der Einfältige unterstützte Richer als Nachfolger, nachdem er zunächst gezögert hatte und zunächst den Kleriker oder Mönch Hilduin bevorzugt hatte. Hilduin wurde von Herzog Giselbert von Lothringen unterstützt. Auch der ostfränkische König Heinrich I. stand auf Seiten Hilduins. Hilduin wurde vom Kölner Erzbischof Hermann I. geweiht. Doch wandte Richer sich an Kaiser Berengar I., damit dieser sich bei Papst Johannes X. für ihn einsetzen sollte. Der Papst lud die beiden um das Amt konkurrierenden Geistlichen nach Rom ein. Hilduin wurde exkommuniziert, während Richer vom Papst als Bischof anerkannt und am 4. November 921 geweiht wurde.
Nachdem Lothringen im Jahre 925 an das ostfränkische Reich gekommen war, muss es zwischen König Heinrich und Bischof Richer zu einer Annäherung gekommen sein. Im Jahr 930 war Bischof Richer in Aachen am Hof Heinrichs anwesend. Er war 941 in Ingelheim in der Umgebung seines Nachfolgers Otto I. und setzte sich für das Bistum Cambrai ein. Auf dem Hoftag in Duisburg im Jahre 945 wurde Richer zusammen mit dem Trierer Erzbischof Ruotbert der Untreue beschuldigt, konnte sich aber rechtfertigen.
In seiner Diözese gehörte Richer zu den Förderern der von der Gorzer Reform ausgehenden Erneuerung des Klosterwesens. Insbesondere unterstützte er, wie auch König Otto I., die Reform von Stablo und Malmedy. Richer trug 938 maßgeblich dazu bei, dass der aus Gorze stammende Mönch Odilo in Stablo und Malmedy Abt wurde. Auch förderte Richer die Reform des St. Hubert-Klosters in den Ardennen. Das bischöfliche Eigenkloster Lobbes zwang er dagegen zu hohen Abgaben. Die Kirche St. Peter in Lüttich ließ er wieder aufbauen und machte sie zu einem Kollegiatstift. Im Jahr 933 ließ er die Burg Arches zerstören. Nach seinem Tod wurde er in St. Peter in Lüttich beigesetzt.